# دلتاثيريديوم
دلتاثيريديوم (بالإنجليزية: Deltatheridium) هو جنس منقرض من الثدييات عاش خلال العصر الطباشيري المتأخر في منغوليا. ويُعتقد أنه كان من الحيوانات الآكلة للحوم، وربما يشبه في نمط حياته الزبابة. وهو أحد أقدم ممثلي رتبة ميتاتريّا، وهي الرتبة التي تضم الجرابيات مثل الكنغر والكوالا.

## الاكتشاف
تم العثور على حفريات Deltatheridium في تكوين دجادوختا (Djadokhta Formation) الشهير في صحراء جوبي في منغوليا. ووصف لأول مرة في عام 1926 بواسطة عالم الأحافير الأمريكي ويليام كينغ غريغوري.

## الخصائص
كان دلتاثيريديوم صغير الحجم، يبلغ طوله حوالي 15 سنتيمترًا، وكان يتمتع بأسنان حادة مناسبة لتناول اللحوم. وتشير تحاليل الجمجمة والأسنان إلى أنه كان أقرب إلى الجرابيات من الثدييات المشيمية، ويُعتبر من أوائل الثدييات التي تظهر تمايزًا واضحًا في الأسنان المخصصة للتمزيق والقطع.

## الأهمية التطورية

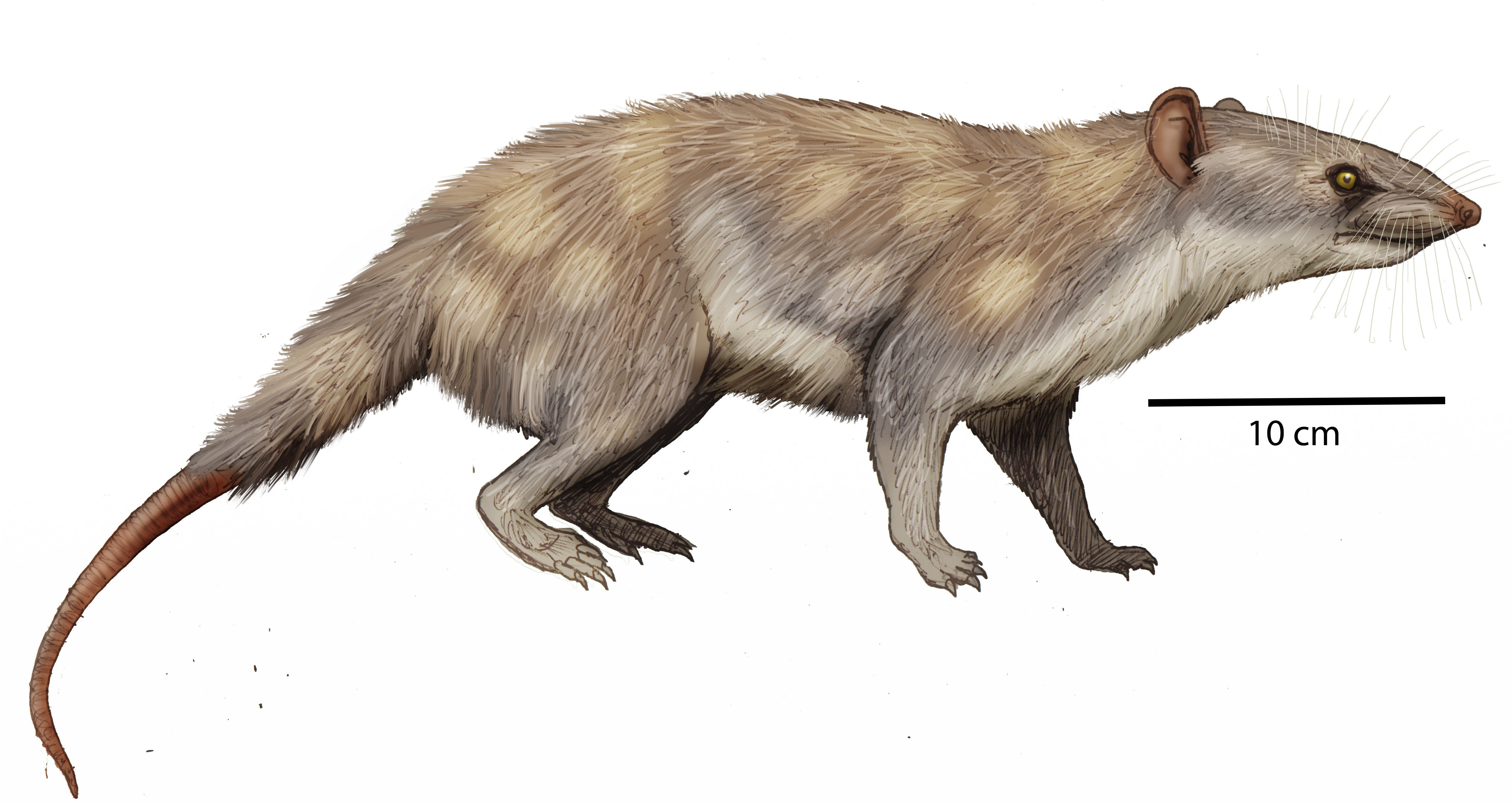

تتمثل أهميته في كونه أحد أوائل ممثلي الثدييات القريبة من الجرابيات، مما يساعد على فهم تطور هذه المجموعة من الثدييات وتباعدها عن أسلاف الثدييات المشيمية.